# Померли в березні 2013
|  | Службовий список статей, створений для координації робіт з розвитку теми. Це попередження не встановлюється на інформаційні списки і глосарії. |

Це список значимих людей, що померли 2013 року, упорядкований за датою смерті. Під кожною датою перелік в алфавітному порядку за прізвищем або псевдонімом.
Смерті значимих тварин та інших біологічних форм життя також зазначаються тут.
Типовий запис містить інформацію в такій послідовності:
- Ім'я, вік, країна громадянства і рід занять (причина значимості), встановлена причина смерті і посилання.

## Березень
30
- Золотухін Валерій Сергійович, 71, радянський і російський актор.
- Філ Рамон, 79, американський музичний продюсер, піонер цифрового звукозапису.
- Франко Каліфано, 74, італійський співак, поет, письменник, актор.

29
- Ральф Кляйн, 70, канадський журналіст, політичний діяч, 13-й прем'єр провінції Альберта.

27
- Сом Микола Данилович, 78, український поет, письменник.[1]

26
- Охмакевич Микола Федорович, 75, український журналіст, президент Державної телерадіокомпанії України, хвороба серця.[2]

23
- Борис Березовський, 67, російський підприємець, олігарх, політик. Удушення.[3]

22
- Чинуа Ачебе, 83, нігерійський письменник.

21
- П'єтро Меннеа, 60, італійський спортсмен.

20
- Джеймс Герберт, 69, англійський письменник у жанрі жахів.
- Зіллур Рахман, 84, президент Бангладеш.
- Розумний Петро Павлович, 87, український правозахисник, член УГС

17
- Фіалко Андрій Олександрович, 49, український дипломат, надзвичайний і повноважний посол України.

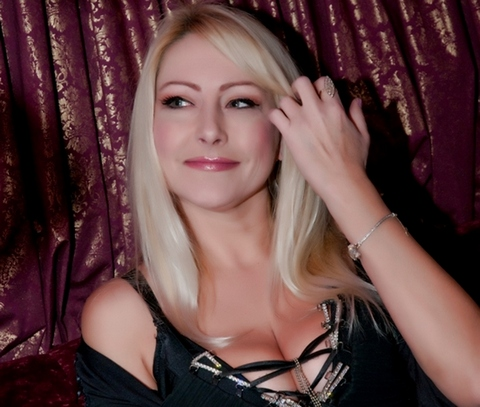
Оксана Хожай

- Хожай Оксана Борисівна, 48, українська співачка, актриса, поет, композитор, заслужена артистка України. Синдром Шегрена.

14
- Ієнг Сарі, 87, камбоджійський політик, співзасновник «червоних кхмерів»

13
- Блохін Володимир Іванович, 90, радянський спортивний функціонер, батько видатного футболіста та тренера Олега Блохіна.
- Гошкодеря Валерій Анатолійович, 53, радянський та український футболіст, захисник. Майстер спорту СРСР.

12
- Азон Фаттах, 90, радянський композитор та піаніст.

11
- Васильєв Борис Львович, 88, російський воєнний письменник.

10
- Ліліан (герцогиня Галландська), 97, принцеса Швеції, член шведського королівського дому, тітка короля Карла XVI Густафа.

8
- Пахоменко Марія Леонідівна, 75, радянська і російська естрадна співачка.

6

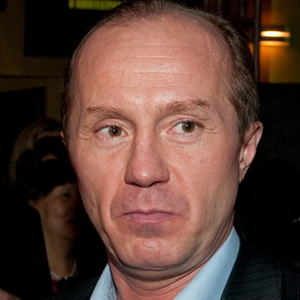
Панін Андрій

- Панін Андрій Володимирович, 50, російський актор.

5
- Уго Чавес, 58, венесуельський політик і військовик, рак.

3
- Пламен Горанов, 36, болгарський громадський діяч, самоспалення.
- Герц Франк, 87, радянський, латвійський й ізраїльський кінодокументаліст.

2
- Гуцуляк Ераст, 82, канадець українського походження, підприємець у фармацевтичній галузі, громадський діяч і меценат, фундатор будинку для консульства України в Канаді.
- Чайка Володимир Дмитрович, 64, міський голова міста Миколаєва. [Архівовано 29 вересня 2013 у Wayback Machine.].